# Daniel Purcell
Daniel Purcell (Londra, 1664 – Londra, 26 novembre 1717) è stato un compositore e organista inglese, fratello minore di Henry.

## Biografia
Daniel Purcell nacque a Londra nel 1664, verso il 1658 fu tra i coristi della Cappella Reale Inglese e a 20 anni divenne organista presso il Magdalen College di Oxford, dove iniziò a comporre. Nel 1695 (anno della morte del fratello Henry) si spostò a Londra, dove scrisse musica per il teatro. Nel 1700 arrivò terzo ad una gara fra operisti con la sua composizione The judgement of Paris. Dal 1713 fu organista presso la chiesa di San Andrea, nel quartiere di Holborn a Londra. Fra le sue composizioni più importanti si possono citare The Island Princess (1699, scritta insieme a Jeremiah Clarke, con il quale aveva collaborato anche per World in the Moon 1697), The Grove, or Love's Paradise al Drury Lane di Londra (1700) e le sue cantate in modo italiano (1713), oltre che le sue molte canzoni in onore di Anna, futura regina d'Inghilterra. Molto eseguiti attualmente sono il Magnificat e il Nunc Dimittis in Mi minore, tratti dalle sue opere liturgiche. Purcell morì il 26 novembre del 1717 e fu sepolto nella chiesa di Sant'Andrea, dove aveva terminato la carriera.

## Composizioni
- Lamentation on the Death of Henry Purcell (1698).
- Cantate in stile italiano (1713)
- 40 musiche per opere teatrali
- Musica liturgica
- Songs profane